# Wegestock Pescher Feld 4

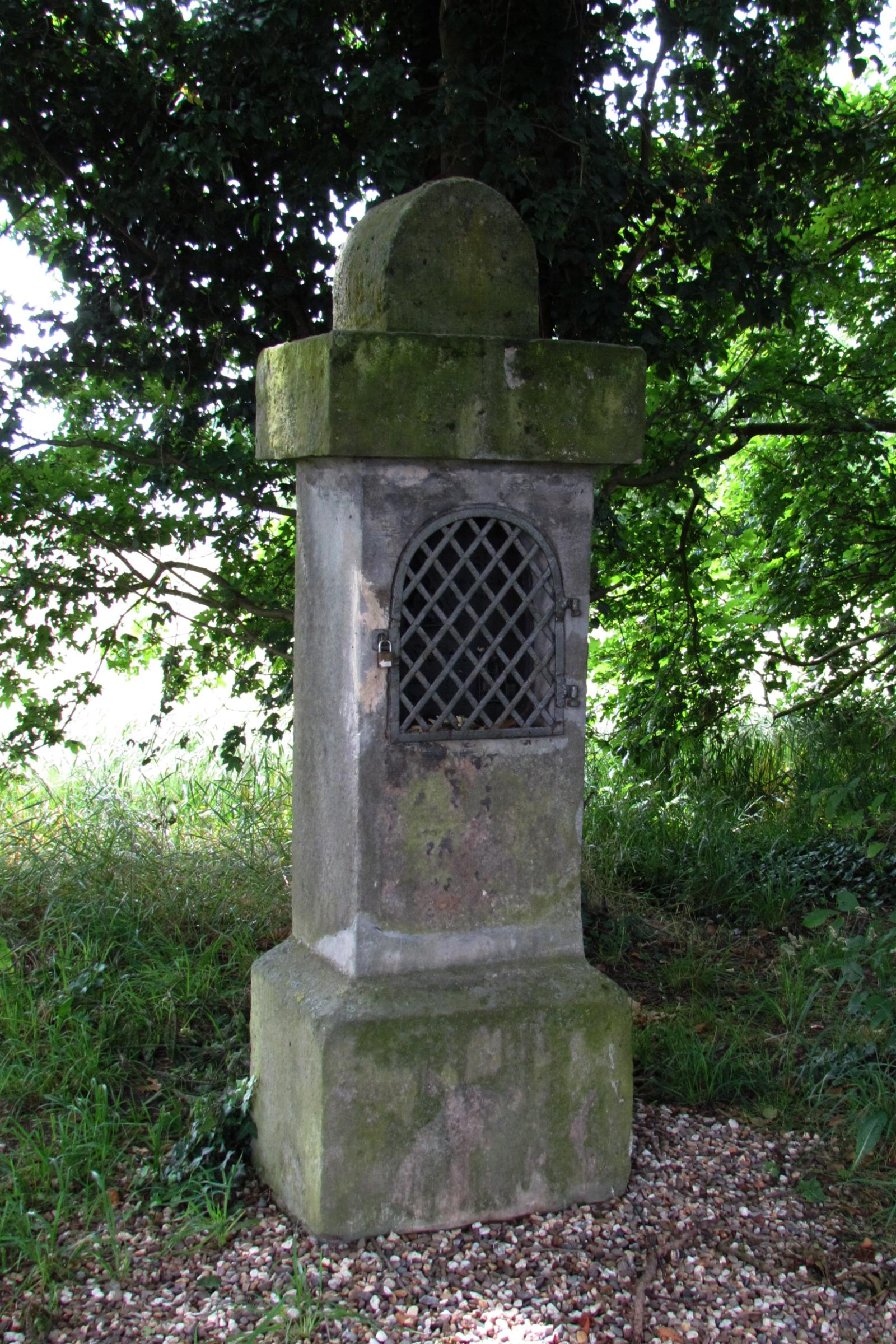
Wegestock

Der Wegestock Pescher Feld 4 steht im Stadtteil Pesch in Korschenbroich  im Rhein-Kreis Neuss in Nordrhein-Westfalen.
Das Flurkreuz ist unter Nr. 146 am 23. Juni 1987 in die Liste der Baudenkmäler in Korschenbroich eingetragen.

## Architektur
Bei dem Denkmal handelt es sich um ein einfaches Wegekreuz aus Liedberger Sandstein im klassizistischen Stil mit aufgesetztem Rundbogen und Rundbogennische in der Vorderseite. Der Wegestock ist stark verwittert, ehemals vorhandene Inschriften oder Verzierungen sind nicht mehr zu erkennen und das früher vorhandene Gitter vor der Nische fehlt. Der künstlerische und volkskundliche Wert sowie die Bedeutung für die Geschichte des Menschen lassen eine Erhaltung als Denkmal notwendig werden.